# Sebaldsbrücker Heerstraße
Die Sebaldsbrücker Heerstraße ist eine historische Straße in Bremen im Stadtteil Hemelingen, Ortsteil Sebaldsbrück. Sie führt stadtauswärts in West-Ost-Richtung von der Hastedter Heerstraße zur Osterholzer Heerstraße.
Sie gliedert sich in die Teilbereiche:
- Hastedter Heerstraße bis Mercedes-Benz-Werk und
- Mercedes-Benz-Werk bis Osterholzer Heerstraße.

Die Querstraßen wurden benannt als Zum Sebaldsbrücker Bahnhof, da sie zu diesem Bahnhof von 1847 führt, Schloßparkstraße nach dem Schlosspark Sebaldsbrück von 1850, Fritz-Scherer-Straße auf dem Betriebsgeländenach, Mercedesstraße auf Grund des dort befindlichen Werkes, Hermann-Koenen-Straße 1982 nach dem Betriebsratsvorsitzenden (1922–1978) vom Mercedes-Benz Werk Bremen, Steinmetzenweg nach den Steinmetzen, die hier beim Osterholzer Friedhof ihre Betriebe haben, Brüggeweg nach der Stadt Brügge in Westflandern; ansonsten siehe beim Link zu den Straßen.

## Geschichte

### Name
Die Sebaldsbrücker Heerstraße wurde benannt nach dem Ort Sebaldsbrück, und dieser wiederum nach einer Brücke, die in einer Karte von 1796 als Sebalds Brüke bezeichnet wurde. In Bremen und Umzu wurden viele Heerstraßen nach 1800 gebaut oder Chausseen als Heerstraßen benannt (siehe Bremer Straßen), fast alle beziehen sich auf ein altes Dorf. Hier gab es kein altes Dorf, vielmehr wurde zunächst die Straße angelegt, und danach entstand langsam eine Besiedlung.

### Entwicklung

#### Vor 1800
Der östliche Teil der heutigen Straße ist die historische Verbindung von der namensgebenden Brücke ins östliche Nachbardorf Osterholz und hieß Holter Straße, weil sie am Holter Feld vorbeiführt. Die Weiterführung nach Westen führte in die Vahr und entspricht der heutigen Vahrer Straße. Den westlichen Teil der heutigen Straße hingegen gab es 1798 noch nicht, das Gebiet hieß Im Sack und war unbebaut.

#### Von 1800 bis 1900
Teile von Sebaldsbrück kamen nach dem Reichsdeputationshauptschluss von 1803 als Landgebiet zu Bremen.
Von 1811 bis 1813, Deutschland war von Napoleon besetzt und Bremen Hauptstadt des französischen Département des Bouches-du-Weser, wurde die französische Nationalstraße Nr. 3 als zumeist schnurgerade Heerstraße von Paris über Bremen nach Hamburg gebaut. Sie war die erste ausgebaute Chaussee durch die nordwestdeutsche Tiefebene, durchquerte einst unpassierbare Moore und ersetzte historische Handelswege.
Die neue Straße führte auch durch Sebaldsbrück. Östlich von Sebaldsbrück wurde die Holter Straße dafür ausgebaut, behielt aber ihren alten Namen. Im Westen wurde durch das Gebiet „Im Sack“ eine neue Chaussee in Richtung Hastedt gebaut. Beide Straßen zusammen waren der durch Sebaldsbrück führende Teil der Heerstraße, also die spätere Sebaldsbrücker Heerstraße.
Nach der Eröffnung der Bahnstrecke Bremen–Hannover mit dem Bahnhof Sebaldsbrück von 1847 und mit dem Beitritt vom Königreich Hannover zum Deutschen Zollverein von 1854 begann auch hier eine Industrialisierung und eine Bebauung an der unter Napoleon gebauten Chaussee.

#### Seit 1900
1921 wurde Sebaldsbrück in die Stadt Bremen eingemeindet. Die Benennung als Sebaldsbrücker Heerstraße wird vermutlich erst aus diesem Anlass vorgenommen worden sein. Sie verlängerte die Hastedter Heerstraße, die seit 1915 so hieß.
Bei den Novemberpogromen 1938 wurde eine kleine Betstube der Ostjuden am Sebaldsbrücker Bahnhof in der Sebaldsbrücker Heerstraße 29 oder 55, von den Nationalsozialisten als „Juden-Synagoge“ bezeichnet, von der SA aufgebrochen und die Einrichtung zertrümmert.
1938 wurde von Borgward südlich der Straße ein neues Autowerk in Sebaldsbrück eröffnet. Borgward beschäftigte um 6000 Mitarbeiter. Nach dem Konkurs von Borgward wurde das Stammwerk Sebaldsbrück um 1961/62 von Hanomag übernommen (seit 1971 bei Daimler-Benz). Seit 1951 ist Sebaldsbrück Ortsteil von Hemelingen, das 1939 zu Bremen kam.
Die Sebaldsbrücker Heerstraße gehörte ab 1949 in voller Länge zur Bundesstraße 75 (vorher ab 1932 FVS 71, ab 1934 R 71 und ab 1936 R 75). Zwar verlor sie bereits in den 1960er Jahren durch den Bau der parallelen A1 weitgehend ihre Fernverkehrsfunktion, die offizielle Herabstufung zur Gemeindestraße erfolgte allerdings erst 1999.

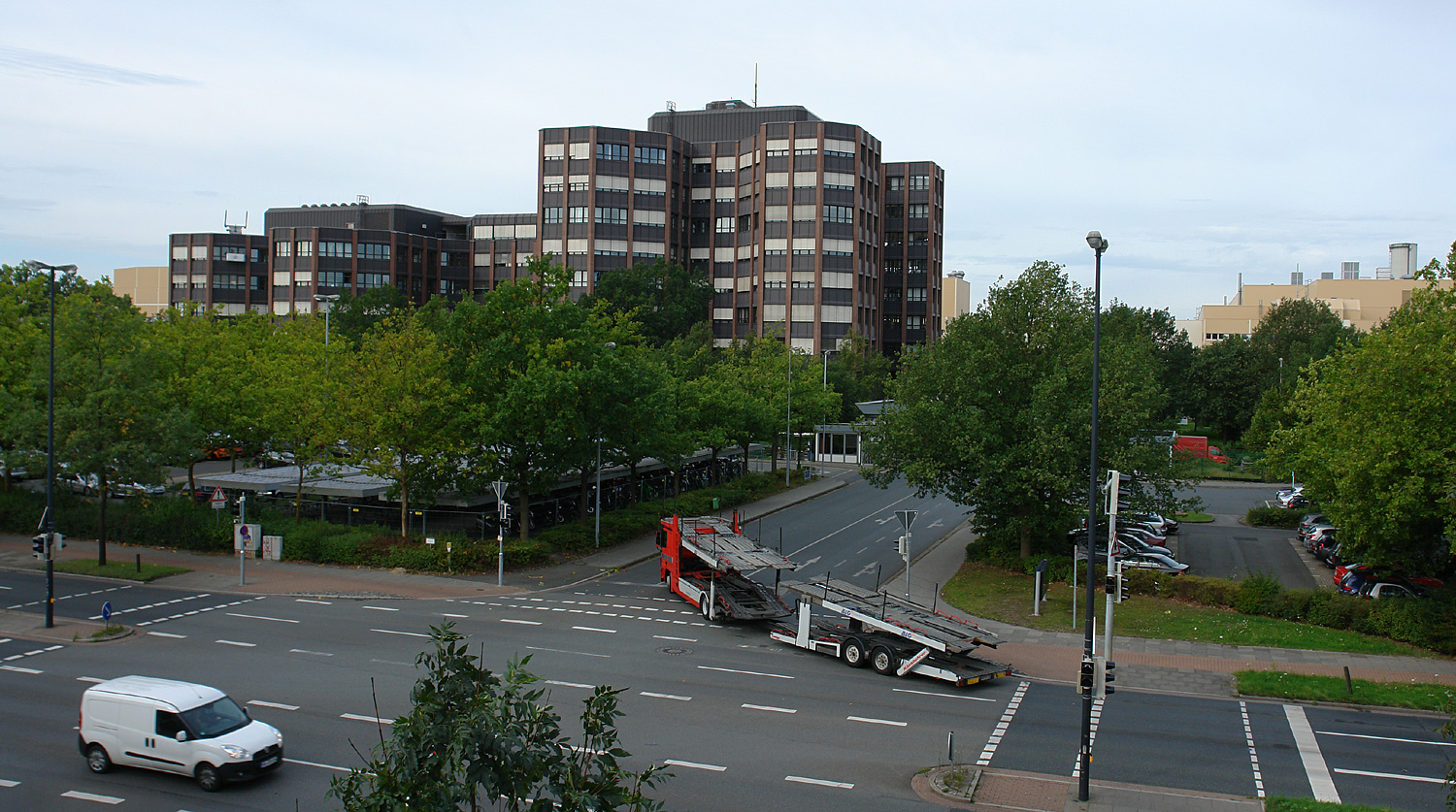
Mercedes-Werk an der Hermann-Koenen-Straße

Seit dem Bau des Daimler-Benz-Werks von 1979 bis 1982 nördlich der Straße wird der zweite Straßenabschnitt durch das Werk dominiert. Zunächst wurde eine Brücke quer über die Straße gebaut, um den alten mit dem neuen Werksteil zu verbinden. Da dies nicht ausreichte, wurde wenige Jahre später die Brücke wieder abgerissen und stattdessen die gesamte Sebaldsbrücker Heerstraße in diesem Abschnitt als Brücke über das Werksgelände geführt.
Durch den Bau des Hemelinger Tunnels von 2003 wurde die Anbindung des Werks an die Autobahn verbessert. Er verbindet den Autobahnzubringer Hemelingen mit der Sebaldsbrücker Heerstraße und entlastet die angrenzenden Wohngebiete, insbesondere den Brüggeweg.

### Verkehr
Auf dem westlichen Teilstück der Straße bis zur Esmarchstraße fuhr nach 1880 die Große Bremer Pferdebahn. 1900 konnten fast alle Strecken in Bremen elektrifiziert werden, die kurze Verbindung von der Hastedter Heerstraße zur Sebaldsbrücker Heerstraße wurde zur letzten Bremer Pferdebahn, da die Eisenbahntrasse ebenerdig gequert wurde und deshalb keine Oberleitung gebaut werden konnte. 1913, nachdem die Eisenbahn hochgelegt war, konnte auch hier die Straßenbahn elektrifiziert werden. 1908 erfolgte die Einführung der Liniennummern von 1 bis 8, in Sebaldsbrück fuhr die Linie 2.
1920 wurde die neue Linie 12 von der Esmarchstraße zum Osterholzer Friedhof in Betrieb genommen. Damit wurde die gesamte Straße von Straßenbahnen befahren.
1926 wurde der Betriebshof Sebaldsbrück eröffnet, die Linie 2 von der Esmarchstraße bis zum Depot verlängert und die Linie 12 dementsprechend verkürzt. Im selben Jahr noch wurde die Linie 12 an ihrem östlichen Ende auf der Osterholzer Heerstraße bis zur Osterholzer Landstraße verlängert.
Die Linie 12 war die kürzeste und nachfrageschwächste Linie im Netz. 1939 wurde sie zugunsten einer neuen Buslinie eingestellt. Nach Beginn des Zweiten Weltkrieges wurde sie reaktiviert, jetzt wieder nur noch von Sebaldsbrück zum Osterholzer Friedhof, weil übrigen Schienen inzwischen demontiert worden waren.
Nach Kriegsende begann der Straßenbahnbetrieb der Linie 2 in Sebaldsbrück wieder als Inselbetrieb (ohne Verbindung zum restlichen Netz) bis zur Deichbruchstraße, ab 4. Dezember auch wieder durchgehend.
Die Linie 12 hatte im August 1946 ihre erste Nachkriegsfahrt, als eingleisige Strecke in Seitenlage einer Bundesstraße. Im Mai 1950, damals verkehrten bereits zwei parallele Buslinien von Sebaldsbrück weiter nach Oberneuland und Osterholz, wurde die Betriebszeit auf wenige Stunden pro Tag eingeschränkt. Am 19. Juni 1952 wurde die Linie 12 ersatzlos eingestellt.
Die Straßenbahn Bremen durchfährt seitdem nur noch den westlichen Bereich der Straße bis zum Depot mit der Linie 2 (Gröpelingen – Domsheide – Sebaldsbrück), seit 1976 zusätzlich mit der Linie 10 (Gröpelingen – Hauptbahnhof – Sebaldsbrück).
Im Nahverkehr in Bremen verkehren auf der Straße die Buslinien 21 (Blockdiek – Mahndorf – Sebaldsbrück – Universität Bremen), 33/34 (Horner Kirche – Oberneuland – Osterholzer Landstraße – Sebaldsbrück) und 37 (Sebaldsbrück – Bf Mahndorf).
In das Umland fahren die Buslinien 730 (Bremen Hbf – Tenever – Oyten – Ottersberg) und 740 (Bremen Hbf – Weserpark – Achim – Verden).
Vom Bahnhof Sebaldsbrück verkehrt die S-Bahnlinie RS 1 (Farge – Bremen Hbf  – Achim – Verden).

## Gebäude und Anlagen
An der Straße befinden sich überwiegend ein- bis viergeschossige Gebäude.
Westteil – Nördliche Straßenseite
- Nr. 16: 2-gesch. Wohnhaus mit Walmdach, bis 1987 Polizeiwache 2[11]
- Nr. 52: 3-gesch. Haus Die Brücke der evangelischen Versöhnungsgemeinde Bremen
- Nr. 98: 2-gesch. Gebäude, früher bis um 2012 Allgemeine Berufsschule (ABS)
- zwischen Nr. 170 und Nr. 172: Schloßparkstraße
- Nr. 172–182: Die Bebauung vom Beginn des 20. Jahrhunderts[12] wurde etwa um 1980 abgerissen. Seitdem befindet sich dort ein großer Parkplatz für Mitarbeiter der Firma Atlas Elektronik.
- Nr. 184: wurde 1926 mit dem Betriebshof Sebaldsbrück für die Bremer Straßenbahn bebaut. An der Straßenfront steht ein 2-gesch. Bürohaus mit Klinkerfassade und Mansarddach der Cambio CarSharing -Station, darum herum führt die Wendeschleife der Bremer Straßenbahn. Im hinteren Teil des Grundstücks steht die Wagenhalle.

Westteil – Südliche Straßenseite
- vor Nr. 53: Bunker am Sebaldsbrücker Bahnhof mit Wandbild und Zugang zum Bahnhof, der um 2020 stillgelegt werden sollte, da ein neuer Haltepunkt bei der Eisenbahnbrücke über die Sebaldsbrücker Heerstraße geplant ist. Diese Baumaßnahme wurde gestoppt und auf unbestimmte Zeit verschoben.
- Nr. 53: 2-gesch. Haus als Jugend- und Nachbarschaftstreff
- Nr. 151–155, das Grundstück wurde dreimal neu bebaut:
  - von 1909 bis 1981 Schokoladenfabrik Goldina-Werke (als Nr. 151)
  - von 1987 bis 2008 Einkaufszentrum „Sebaldcenter“
  - seit 2010 1-gesch. Kaufland-Filiale mit Postfiliale (als Nr. 155)
- nach Nr. 155: 593 Meter langer Hemelinger Tunnel von 2003.
- Nr. 191a: 3-gesch. Gewerbegebäude, Werk für Entkoffeinierung früher von Eduard Schopf (Eduscho) betrieben
- Nr. 193: 1-gesch. Bürohaus der Sparkasse Bremen Filiale Sebaldsbrück
- Nr. 235: 6 und 10-gesch. Bürohauskomplex der Atlas Elektronik GmbH und der Airbus DS Airborne Solutions GmbH

Ostteil:
Hinter der Endstelle der Straßenbahn beginnt auf beiden Seiten der Straße das in den 1970er Jahren erbaute Mercedes-Benz-Werk. Zur Erschließung wurde die Mercedesstraße angelegt, deren Nr. 1 ist das 2- und 3-gesch. Bürohaus der Daimler Betriebskrankenkasse.
Die Sebaldsbrücker Heerstraße führt seit den 1980er Jahren aufgeständert über das Werksgelände hinweg.
Im äußersten Osten Sebaldsbrücks gibt es noch wenige Häuser der Sebaldsbrücker Heerstraße im Nummernbereich von 277 bis 313, an der Stadtteilgrenze wird die Straße zur Osterholzer Heerstraße.

### Kunstobjekte, Gedenktafeln

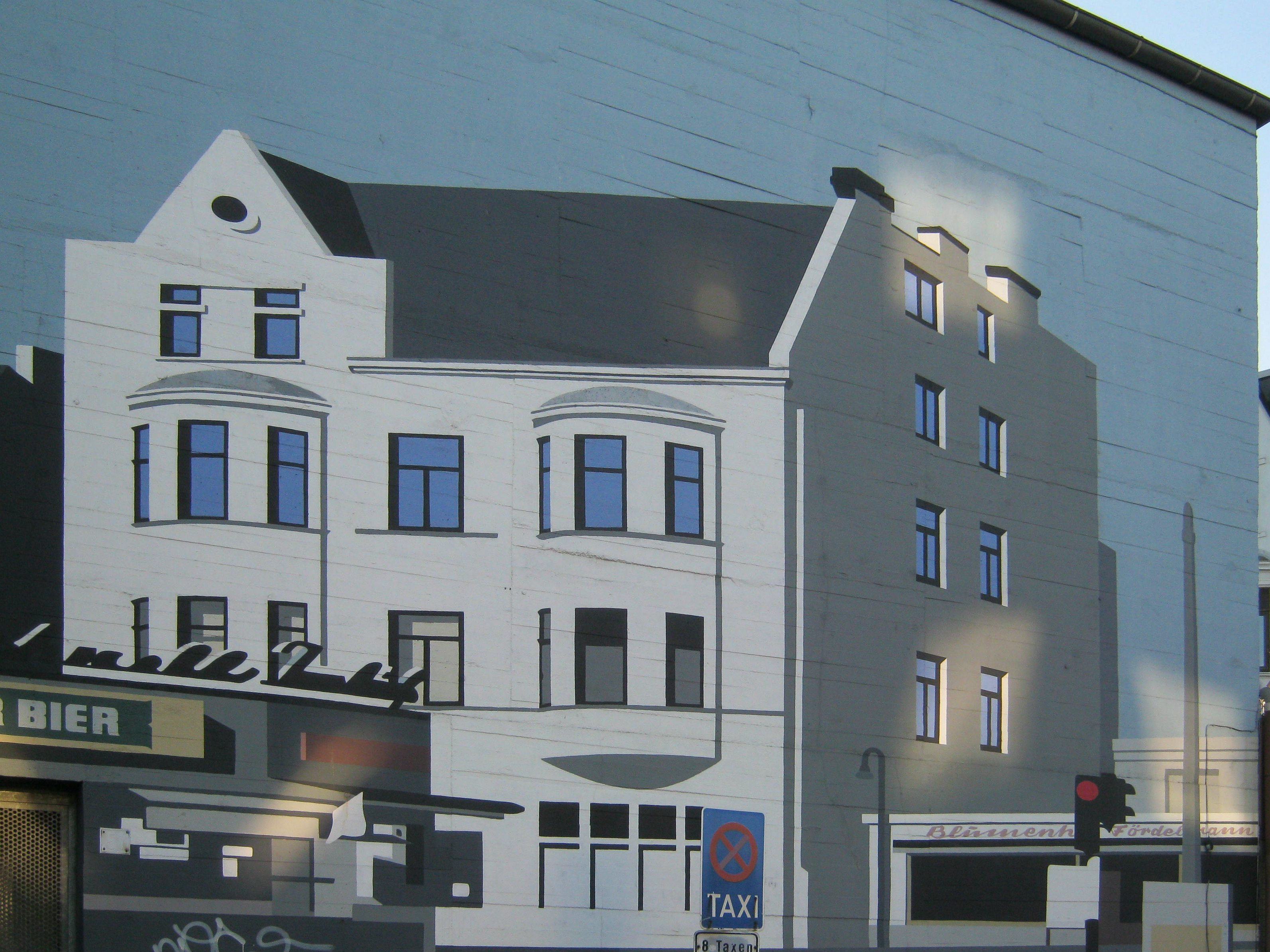
Wandbild am Bunker

- Bremer Wandbild am Bunker am Sebaldsbrücker Bahnhof von 1976 von Gerd Garbe; 2005 erfolgte eine Restaurierung und Überarbeitung, die Veränderung des Straßenbildes wurde motivisch und inhaltlich aufgenommen.

- Stolpersteine für die Opfer des Nationalsozialismus gemäß der Liste der Stolpersteine in Bremen:
  - Nr. 29: für Feiwel, Jacob und  Tauba Lipschütz; alle ermordet im KZ Auschwitz-Birkenau.
  - Nr. 29:für Hudes Londner, 1938 nach Polen ausgewiesen, weiteres Schicksal unbekannt.
  - Nr. 107: Abraham und Anna Singer, 1938 nach Polen ausgewiesen, weiteres Schicksal unbekannt.
  - Nr. 55: David, Isaak, Markus, Moses, Pinkus und Rachel Traum, 1938 nach Polen ausgewiesen, weiteres Schicksal unbekannt.
  - Nr. 55: Cypre, Feige, Ida und Moses Treff, 1938 nach Polen ausgewiesen, weiteres Schicksal unbekannt.